# Massacro di Lachine
Il massacro di Lachine, all'interno delle guerre dei castori, avvenne quando 1500 guerrieri Mohawk attaccarono di sorpresa il piccolo insediamento di Lachine (375 abitanti) in Nuova Francia all'estremità settentrionale dell'Isola di Montréal la mattina del 5 agosto 1689. L'attacco fu dovuto alla crescente insoddisfazione irochese per le continue incursioni francesi nel loro territorio, e fu incoraggiato dai coloni della Nuova Inghilterra per fare leva sui francesi. Il risultato fu che buona parte dell'insediamento di Lachine fu distrutto dal fuoco e molti degli abitanti catturati o uccisi.

## Contesto storico
I motivi degli attacchi irochesi ai francesi e ad altri gruppi di nativi americani furono una complessa serie di circostanze economiche e culturali.

### Motivi culturali
L'arrivo degli europei fu segnato da scambi d'affari tramite il commercio delle pellicce con i nativi americani, tra cui gli Irochesi. Nel XVII secolo il dominio di quelli che lo storico Daniel Richter definisce "francofili" contribuì all'erosione delle relazioni franco-native. L'obiettivo francese era quello di assimilare i nativi, il che richiedeva l'abbandono delle tradizioni culturali, cosa che fu accettata con riluttanza. A partire dal 1667 gruppi di Uroni ed altri Irochesi iniziarono a trasferirsi nella valle del San Lorenzo e nei suoi villaggi. Molti tradizionalisti, come ad esempio i Mohawk, odiavano i gesuiti per aver distrutto le loro tradizioni, ma non furono comunque in grado di impedirglielo. Anche questi popoli accettarono la fondazione di missioni per poter avere buone relazioni con i francesi, con i quali volevano effettuare scambi commerciali. Questa invasione culturale aumentò le tensioni tra le due fazioni.
Le relazioni tra francesi ed Irochesi furono tese già molto prima del massacro di Lachine a causa dell'amicizia tra francesi e tribù nemiche degli Irochesi. Nel 1679, dopo la fine della guerra tra Irochesi e Andastes e Mohicani, gli Irochesi presero a razziare i villaggi nativi dell'ovest, prendendosi quelli che consideravano loro territori di caccia nella valle dell'Ohio, persi mentre combattevano Andastes e Mohicani. Le tribù dell'ovest amiche dei francesi, con i quali intrattenevano rapporti commerciali, si ritrovarono aggressivamente attaccate e saccheggiate. Dopo lo scontro militare del 1684 gli Irochesi negoziarono un trattato con il governatore della Nuova Francia LeFebvre de LaBarre; in questo documento si diceva chiaramente che gli Irochesi erano liberi di attaccare i nativi occidentali. Questo trattato fu definito vergognoso dalla corona francese, la quale sostituì LaBarre con il marchese de Denonville, il quale era molto meno tollerante riguardo alle tensioni Irochesi-Algonchini. Dal punto di vista irochese, la violenza contro i francesi era dovuta al desiderio di libertà di attaccare le tribù nemiche.
Le guerre combattute per vendicarsi erano un fattore importante per i nativi. Combattevano per "vendicarsi di torti subiti da altri popoli". Queste faide erano un mezzo per sostituire i morti in una comunità indiana. In tempo di guerra i nativi catturavano membri di altre tribù per ricostruire la propria società. Il tentativo di ripopolare le tribù divenne un fattore chiave quando le malattie come il vaiolo decimarono la popolazione indiana.

### Motivi economici
Quello che gli Irochesi cercavano non era la guerra, ma una migliore condivisione del commercio delle pelli. Come punizione per gli assalti alle navi francesi che commerciavano pelli, la Nuova Francia ordinò due spedizioni condotte da Courcelles e Tracy in territorio Mohawk nel 1666. Queste spedizioni bruciarono villaggi Mohawk e ne distrussero le riserve di grano. Inoltre l'invasione operata nel 1687 da Denonville del territorio Seneca distrusse circa 1 200 000 stai di grano, paralizzando l'economia Irochese. Questo tipo di aggressione fu il carburante della rappresaglia Irochese che seguì.
Inoltre "dopo due decenni di pace non semplice, Gran Bretagna e Francia si dichiararono guerra nel 1689. Nonostante il trattato di Whitehall del 1669, in cui le forze europee avevano accettato di non portare oltreoceano i conflitti europei, , la guerra fu combattuta soprattutto in Nuova Francia e Nuova Inghilterra, mentre gli inglesi di New York convinsero i locali Irochesi ad attaccare gli indifesi insediamenti della Nuova Francia. Mentre i britannici si stavano preparando ad entrare in guerra, gli abitanti della Nuova Francia non erano pronti a difendersi dagli attacchi indiani" a causa dell'isolamento di fattorie e villaggi. Denonville disse "Se abbiamo una guerra, niente tranne un miracolo di Dio può salvare il Paese".

## Il massacro

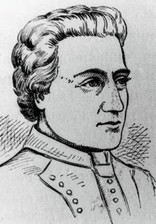
Daniel d'Auger de Subercase

Il piovoso mattino del 5 agosto 1689 guerrieri Irochesi attaccarono a sorpresa l'indifeso insediamento di Lachine. Risalirono in barca il fiume San Lorenzo, attraversarono lago Saint-Louis e sbarcarono sulla costa meridionale dell'isola di Montreal. Mentre i coloni stavano ancora dormendo gli indiani circondarono le loro case ed attesero il segnale che avrebbe dato il via all'assalto. Assaltarono le case, rompendo porte e finestre e trascinando fuori i coloni per ucciderli. Quando alcuni coloni si barricarono negli edifici, gli assalitori appiccarono il fuoco ed attesero l'uscita delle persone.
Gli Irochesi, armati con i famosi tomahawk, uccisero 24 francesi e catturarono oltre 70 prigionieri. Secondo altre fonti come ad esempio la Encyclopædia Britannica, 250 coloni e soldati morirono durante il massacro. Gli Irochesi volevano vendicarsi della distruzione di 1 200 000 stai di grano bruciati dai francesi, ma non riuscendo a trovare le riserve di cibo di Montreal rapirono ed uccisero i coltivatori di Lachine. Lachine fu anche una delle cause del trasferimento ad ovest del commercio di pelli.

## Conseguenze

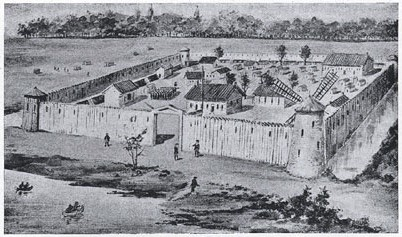
Fort Rémy, noto anche come Fort Lachine

La notizia dell'attacco si diffuse quando uno dei sopravvissuti di Lachine raggiunse una guarnigione locale stanziata a 4,8 km di distanza. In risposta all'assalto 200 soldati comandati da Daniel d'Auger de Subercase, assieme a 100 civili armati e ad alcuni soldati dei vicini Fort Rémy, Fort Rolland e Fort La Présentation, marciarono contro gli Irochesi. Riuscirono a difendere alcuni coloni in fuga dai Mohawk che li stavano inseguendo, ma poco prima di raggiungere Lachine furono richiamati a Fort Rolland per ordine del governatore Denonville, il quale stava cercando di stringere accordi di pace con gli Irochesi locali. Il governatore Denonville aveva a sua disposizione 700 soldati nella caserma di Montreal, ed avrebbe facilmente sconfitto gli Irochesi, ma scelse di usare la diplomazia.
Seguirono molti attacchi da ambo i lati, ma nessuno fatale, ed i due gruppi capirono velocemente l'inutilità di queste azioni. Nel febbraio del 1690 i francesi fecero partire negoziati di pace con gli Irochesi. I francesi restituirono i prigionieri indiani in cambio dell'inizio delle trattative. Non ci furono grossi attacchi francesi o nativi negli anni 1690, e nonostante il dispiacere degli inglesi i negoziati continuarono. Questo periodo di relativa pace portò alla firma del trattato di Montreal del 1701, nel quale gli Irochesi promisero di restare neutrali in caso di guerra tra inglesi e francesi.
dopo gli eventi di Lachine Denonville fu richiamato in Francia per problemi non legati al massacro, e Louis de Buade de Frontenac divenne il nuovo governatore di Montreal nell'ottobre 1689. Frontenac attaccò per vendetta i coloni inglesi del sud "in stile canadese" nei mesi invernali del 1690.

## Pregiudizi
Parkman, uno dei primi storici a scrivere dei nativi nella narrativa storica coloniale, sostiene che le guerre Irochesi "furono il prodotto di un'insensata furia e di cattiva ambizione". Spiega che il motivo per cui gli Irochesi entrarono in guerra furono l'estinzione dei castori, la loro crescente dipendenza dai beni europei e lo sterminio della loro cultura tradizionale. Parkman sostiene che gli Irochesi fossero diventati talmente dipendenti dai beni europei da mettere in discussione la loro stessa sopravvivenza. Nella sua ricerca Parkman non porta prove a dimostrazione della sua tesi. Sostiene che la cultura indiana fosse inferiore e che non c'era un vero motivo per i violenti assalti Irochesi. Inoltre, l'interpretazione di Parkman evita anche di spiegare come mai gli Irochesi avessero dichiarato guerra anche ad altri popoli indiani. Il punto di vista di Parkman fu in seguito confutato per la sua interpretazione etnocentrica degli eventi.
Jose Brandao, uno storico specializzato in storia dei nativi nordamericani, ipotizza che le analisi contemporanee di quello che scatenò il massacro di Lachine contengono alcuni pregiudizi. Brandao critica gli storici Francis Parkman, Charles McIlwain e George Hunt per il fatto che citano la crescente dipendenza dai beni europei (che erano, secondo questi storici, considerati dagli Irochesi superiori ad ogni altra cosa) come motivo scatenante dell'insoddisfazione e della violenza Irochese. Brando liquida questa teoria come ampiamente etnocentrica e con scarse prove a sostegno. Brandao confuta anche l'ipotesi di Hunt secondo la quale i nativi, come gli europei, facevano guerre per motivi economici.

### Racconti storici
Secondo lo storico Jean-Francois Lozier i fattori che influenzarono il corso di guerra e pace in Nuova Francia non furono esclusivi dei rapporti tra francesi ed Irochesi o tra francesi ed inglesi. Vi sarebbero invece numerosi altri fattori che, se considerati nel loro complesso, mostrerebbero il motivo del massacro di Lachine.
Le fonti di informazione riguardo alle vittime degli Irochesi in Nuova Francia sono le testimonianze scritte dei missionari gesuiti, i registri di stato di Quebec, Trois-Rivieres e Montreal, le lettere scritte da Marie Guyart (Mère Marie de l'Incarnation) e le opere di Samuel Champlain. L'accuratezza di queste fonti è molto variabile. Ad esempio, nella città di Trois-Rivieres, circa un terzo dei morti attribuiti agli Irochesi non sono citati per nome. Secondo lo storico canadese John A. Dickinson, nonostante gli Irochesi fossero in effetti violenti, la loro minaccia non fu né costante né terribile come le fonti vorrebbero farci credere.
I racconti europei del massacro di Lachine provengono da due fonti principali, i sopravvissuti all'attacco ed i missionari cattolici presenti nella zona.
I primi racconti dei fatti di Lachine aumentarono a dismisura il numero di vittime, che alla fine si ridussero a 24 esaminando i registri delle parrocchie cattoliche dopo l'assalto. Esistono anche racconti cattolici dell'attacco. François Vachon de Belmont, primo superiore dei Sulpiziani di Montreal, parla nel suo Storia del Canada di 90 prigionieri, alcuni dei quali arsi, cotti e mangiati.
I prigionieri sopravvissuti al massacro di Lachine dissero che 48 loro colleghi furono torturati, bruciati e mangiati poco dopo essere stati catturati. Inoltre, gli stessi sopravvissuti portavano i segni delle torture subite. Dopo l'attacco i coloni francesi recuperarono molte armi inglesi che gli indiani avevano perso durante la ritirata dall'isola. Questo scatenò un profondo odio nei confronti degli inglesi di New York. Non esistono racconti Irochesi dell'attacco, ma le fonti francesi dicono che solo tre di loro persero la vita a Lachine. Dato che tutti i racconti provengono dalla stessa fazione, le storie di cannibalismo e di genitori obbligati a mangiare i propri figli potrebbero essere esagerati o apocrifi.